# Lemhi County
Lemhi County is een county in de Amerikaanse staat Idaho.
De county heeft een landoppervlakte van 11.821 km² en telt 7.806 inwoners (volkstelling 2000). De hoofdplaats is Salmon.